# Мазур Павло Васильович
Павло́ Васи́льович Ма́зур (1988-2014) — солдат Збройних сил України.

## Біографія
Народився 31 березня 1988 року в с. Високогірне Запорізького району. З 2012 року проживав в смт. Ружин Житомирської області, де працював у ДП «Ружин-молоко».

11 серпня 2014 року призваний за мобілізацією до Збройних Сил України, направлений для проходження служби до 50-го окремого ремонтно-відновлювального батальйону (в/ч А1586, Житомирська область смт. Гуйва).

Загинув 21 серпня 2014 року під час обстрілу російськими бойовиками позицій українських військових з БМ-21 «Град» поблизу с. Старогнатівка (Тельманівський район, Донецька область) в 15 км від кордону з Російською Федерацією. Похований в рідному с. Високогірне.

Залишились дружина та 6-місячний син Михайло.

## Нагороди
Указом Президента України № 270/2015 від 15 травня 2015 року, «за особисту мужність і високий професіоналізм, виявлені у захисті державного суверенітету та територіальної цілісності України, вірність військовій присязі», нагороджений орденом «За мужність» III ступеня (посмертно).